# بنك الشرق الأوسط
بنك الشرق الأوسط (MEB) (بالفارسية: بانک خاورمیانه) هو بنك إيراني يقع مقره في طهران . تأسس البنك في عام 2012 من قبل بارفيز أغيلي كرماني.
وهو مملوك من قبل صغار المساهمين من القطاع الخاص . إنهم يركزون على التجارة الإنسانية مع إيران.
مصرف الشرق الأوسط هو أحد البنوك الإيرانية القليلة التي لم يتم تضمينها في قائمة العقوبات الأمريكية الثانوية ، وبالتالي يمكن لجميع البنوك والشركات غير الأمريكية والشركات الخاصة بناء علاقات مالية مع هذا البنك.

## التاريخ
تأسس البنك في 1 نوفمبر 2012 ، وبدأ عملياته في يناير 2013 ، وبحلول شهر مايو ، تم إنشاء 3 فروع مع 1.4 تريليون ريال إيراني في الودائع. في أغسطس 2014 ، أصبحوا خاضعين للعقوبات الأمريكية كجزء من العقوبات الأوسع نطاقًا ضد إيران .
في عام 2016 ، افتتحوا أول فرع لهم في ألمانيا .

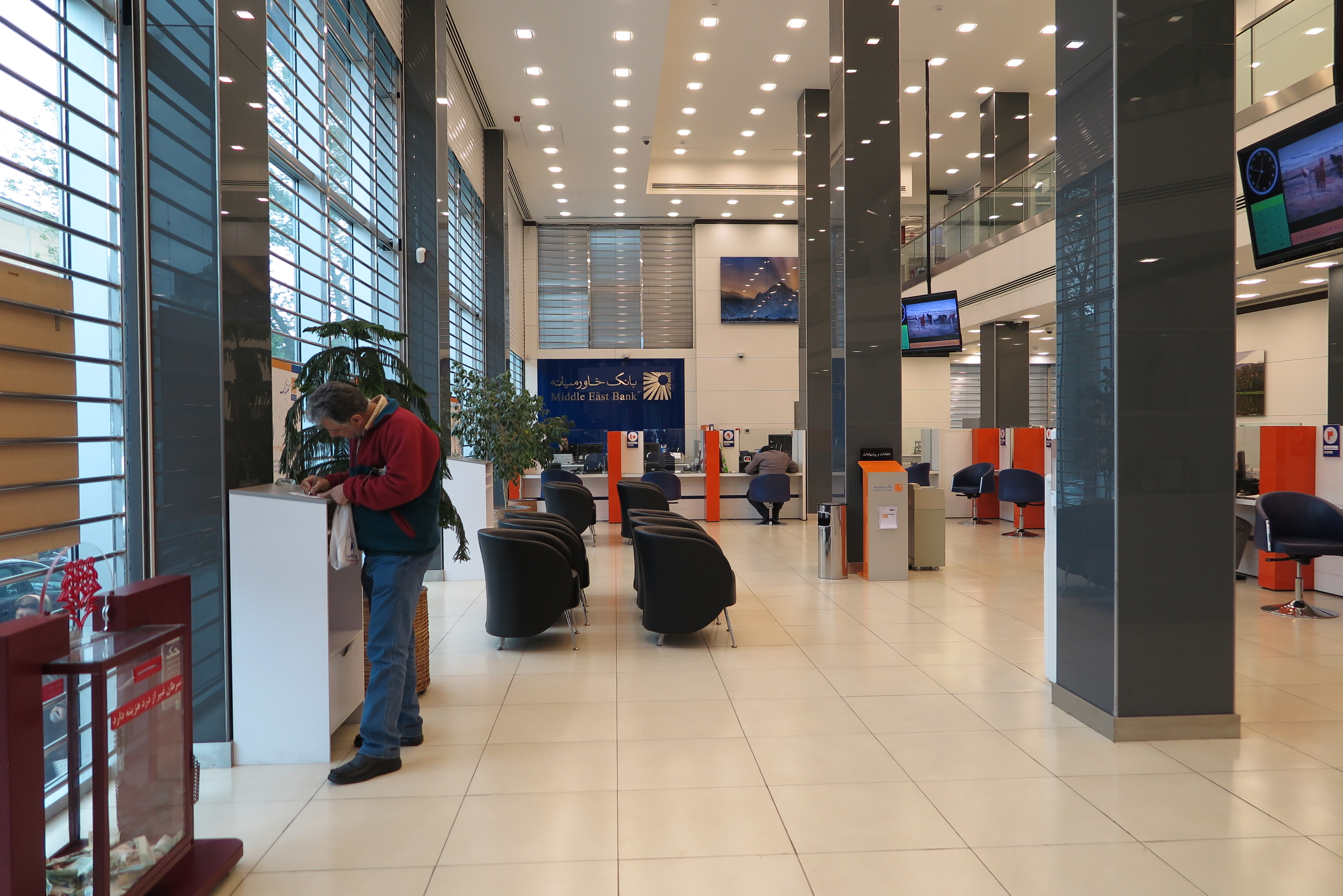
قاعة بنك الشرق الأوسط المصرفية

## روابط خارجية
- الموقع الرسمي (الفارسية)
- الموقع الرسمي (باللغة الإنجليزية)
- البنوك المملوكة للدولة في إيران نسخة محفوظة 7 أغسطس 2022 على موقع واي باك مشين.